# Gerd Mannhaupt
Gerd Mannhaupt (* 1958 in Duisburg) ist ein deutscher Pädagoge, Psychologe und Hochschullehrer.

## Leben
Mannhaupt studierte Psychologie an der Universität Bielefeld, an der er 1985 einen Diplomabschluss erlangte. 1990 erfolgte dort seine Promotion zum Dr. phil. mit der Dissertation Strategieausbildung zur Lautstrukturanalyse mit Hilfe von abstrakten oder konkreten Symbolen während des frühen Schriftspracherwerbs. Ebenfalls in Bielefeld wurde Mannhaupt 1997 mit der Arbeit Lernvoraussetzungen im Schriftspracherwerb. Eine Studie zur Entwicklung der Schriftsprache  und ihrer Teilfertigkeiten sowie deren Voraussetzungen im Vor- und Grundschulalter habilitiert.
Anschließend wurde Mannhaupt 1997 Hochschuldozent für Psychologie am Psychologischen Institut III der Westfälischen Wilhelms-Universität zu Münster, bevor er 2002 als Hochschuldozent für die Grundlegung der Sprache/Schriftspracherwerb an die Universität Erfurt wechselte. Seit 2008 ist er dort Professor für das Lehrgebiet Grundlegung Deutsch/Schriftspracherwerb.
Von 2009 bis 2012 war er Direktor der Erfurt School of Education der Universität Erfurt, von 2011 bis 2014 und wieder ab 2019 Vizepräsident für Studium und Lehre der Universität Erfurt. 2014 übernahm Mannhaupt kommissarisch die Aufgaben des Präsidenten der Universität Erfurt.
Zu seinen Forschungsinteressen gehören die Bereiche Schriftspracherwerb, Lernstandsmonitoring sowie Analyse des frühen Lesens und Schreibens.